# Svart spindelapa
Svart spindelapa (Ateles paniscus) är en art av spindelapa.  Den lever i norra Sydamerika, norr om Amazonfloden, öster om Rio Negro och Rio Branco, i Brasilien, Guyana, Surinam, och Franska Guyana.  Bland lokalbefolkningen kallas den svarta spindelapan Macaco Aranha, Mono Araña, Mono Araña Negro.

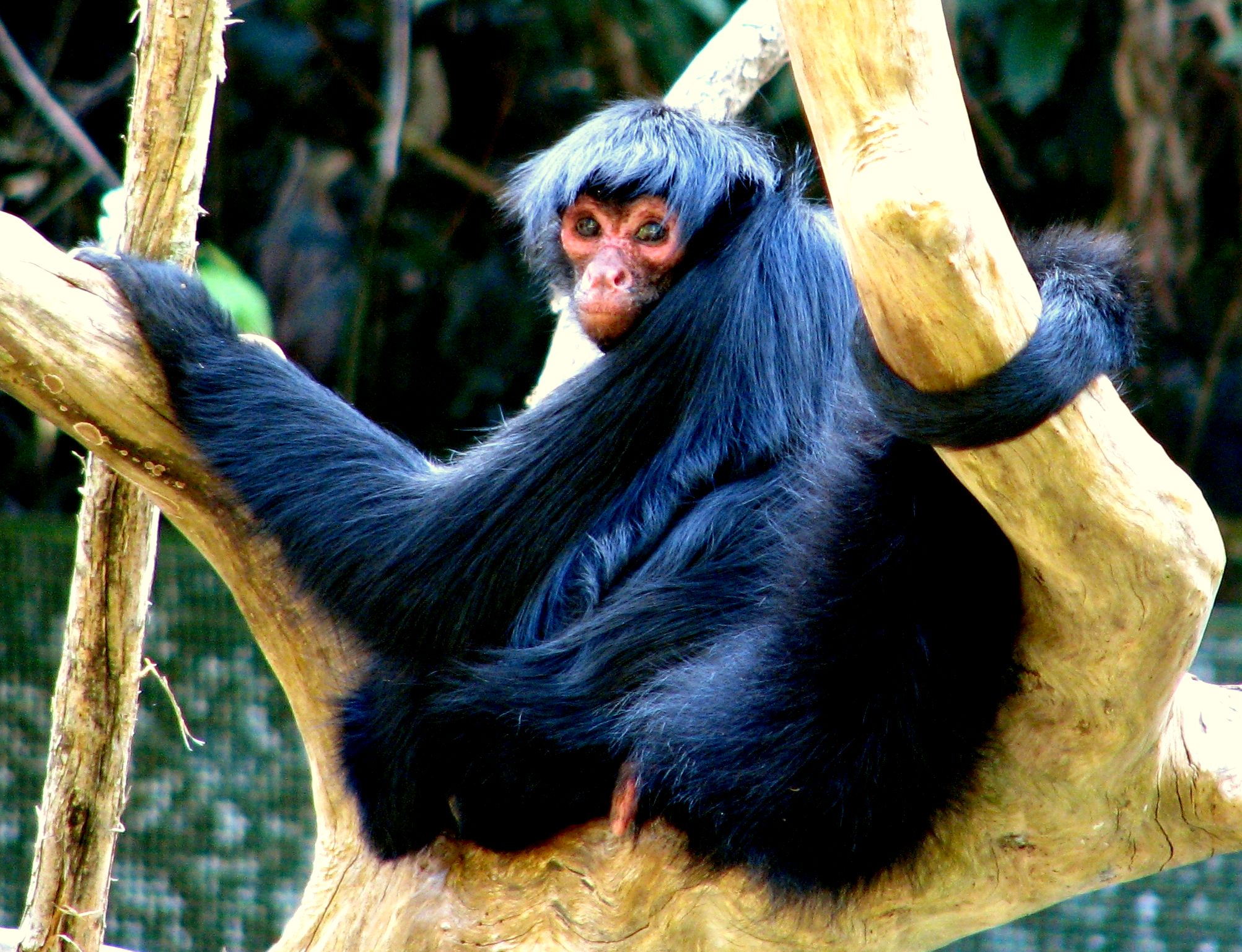
Svart spindelapa på zoo

## Beskrivning
Den svarta spindelapan har en päls som är helt blanksvart över hela kroppen, medan ansiktet är rött.  Den kan vara 38-57 cm lång, och väga 8,8-9,5 kg.  Gripsvansen kan vara upp till 92 cm lång. De förflyttar sig främst genom att svinga sig från gren till gren,  hängande i armarna, mera sällan springande på alla fyra ovanpå grenarna.
Vuxna exemplar av båda kön har i princip samma utseende och honornas långa klitoris kan misstolkas för en penis. Hos ungar har ansiktet en mörkare färg.

## Ekologi
Arten förekommer främst i primär höglandsregnskog, och ses sällan i störda miljöer.  Dess frånvaro i låglandet kan bero på ekologiska faktorer, eller på att den jagats till utrotning där.  De svarta spindelaporna tillbringar det mesta av sin tid högt uppe i trädkronorna, mer än 30 meter över marken.  Dieten utgörs till allra största delen av mogna mjuka frukter, även om de också äter en del blommor och späda skott.  Genom att äta hela frukter får de stor betydelse som fröspridare.
De lever i flockar med omkring 20 individer, som delar upp sig i smågrupper på 2-5 individer när de är aktiva. 
Arten har olika läten för kommunikationen. Honor kan bli brunstiga under alla årstider men i några regioner föds de flesta ungar mellan november och februari. Dräktigheten varar ungefär 7,5 månader och per kull föds allmänt en unge. Under de första fyra till fem åren lever ungen ihop med modern. Vanligen har honor vart tredje eller vart fjärde år en kull. Det är honorna som letar efter en annan flock när de blir könsmogna. Exemplar som inte drabbas av en olycka lever minst 33 år.